# 鹤见大学短期大学部
鹤见大学短期大学部（日语：／ Tsurumi Daigaku Tanki Daigakubu *），简称鹤见短大，是一所位于日本神奈川县横浜市鹤见区的私立短期大学。

## 概要

### 简介
- 学校最早可以追溯到1924年[1]。短期大学为于1953年开办[2]、由学校法人总持学园经营、来源于道元的曹洞宗[3]。为男女同校[4]从1999年[2]。

### 历史
- 1953年 鹤见女子短期大学成立并同时设置一个学科即日文科（但招生到2005年、正式停办于2008年[5]）[2]。
- 1962年 两个学科成立、以下列举[2]。
  - 保健科（改编为牙科卫生学科于1988年）[2]
  - 保育科
- 1971年 改校名为鹤见女子大学短期大学部[2]。
- 1973年 改校名为鹤见大学女子短期大学部[2]。
- 1995年 保育专攻成立于专科[2]。
- 1999年 改校名为鹤见大学短期大学部、开始招収男学生[2]。
- 2003年 福利专攻成立于专科[2]。

### 宪章
- 请参看鹤见大学短期大学部的标志（页面存档备份，存于） （日語） 2014年2月26日阅览。

## 学校环境
- 校区：在神奈川县横浜市鹤见区

## 历任校长
- 木村清孝：现在短期大学校长[6]

## 组织

### 学科
- 牙科卫生学科
- 保育科

### 前学科
| - 日文科 |

### 专科
| - 保育专攻 - 福利专攻 |

### 业余课程
| - 没有 |

### 附属学校
- 附属三松幼儿园[7]

## 知名校友
- 井上喜久子：女声优
- 藤田惠子：娱乐新闻记者
- 中川智子：前国会议员

## 相关链接
- 日本短期大学列表